# Syntheta xylitis
Syntheta xylitis är en fjärilsart som beskrevs av Turner 1902. Syntheta xylitis ingår i släktet Syntheta och familjen nattflyn. Inga underarter finns listade i Catalogue of Life.